# Cubatyphlops satelles
Cubatyphlops satelles är en ormart som beskrevs av Thomas och Hedges 2007. Cubatyphlops satelles ingår i släktet Cubatyphlops och familjen maskormar. Inga underarter finns listade i Catalogue of Life.
Denna orm förekommer vid viken Bahía de Cienfuegos i södra Kuba. Arten lever i torra buskskogar. Honor lägger ägg.
Troligtvis påverkas beståndet negativ av ökande turism. Populationens storlek är okänd. IUCN listar arten med kunskapsbrist (DD).